# Misje dyplomatyczne Mozambiku

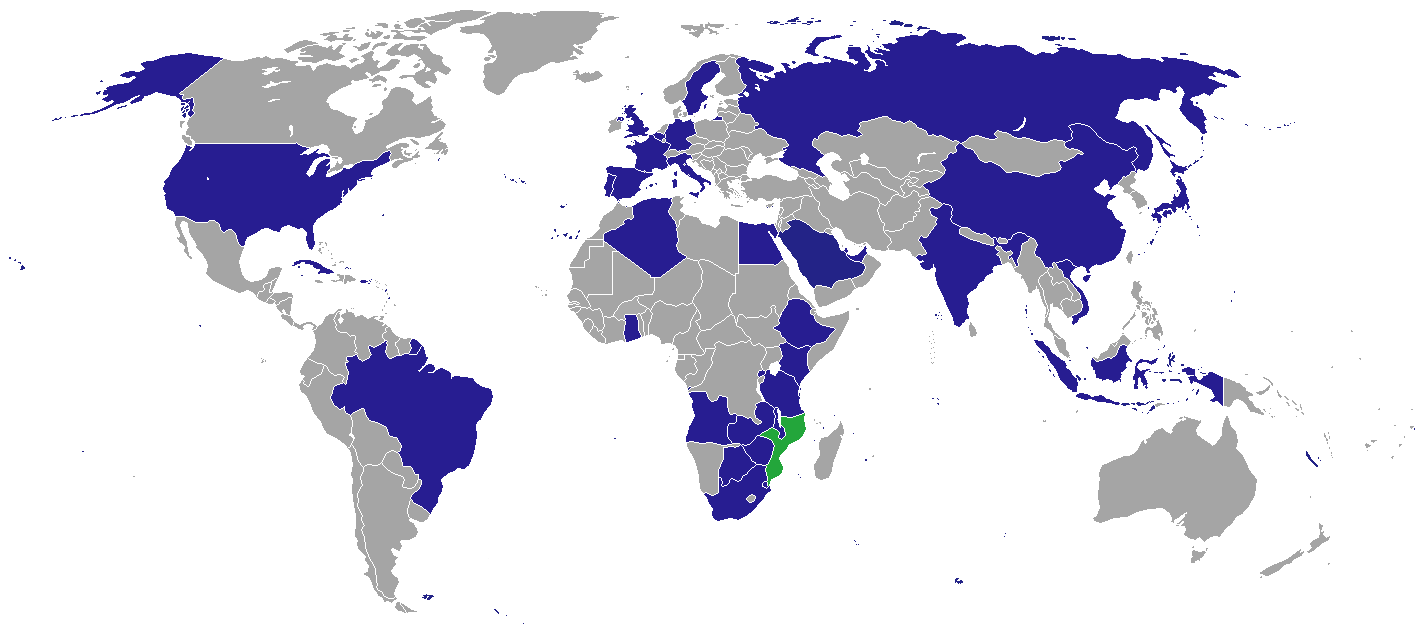
Kraje, w których Republika Mozambiku ma swoje przedstawicielstwa dyplomatyczne

Misje dyplomatyczne Mozambiku – przedstawicielstwa dyplomatyczne Republiki Mozambiku przy innych państwach i organizacjach międzynarodowych. Poniższa lista zawiera wykaz obecnych ambasad, wysokich komisji i konsulatów zawodowych. Nie uwzględniono konsulatów honorowych.

## Europa

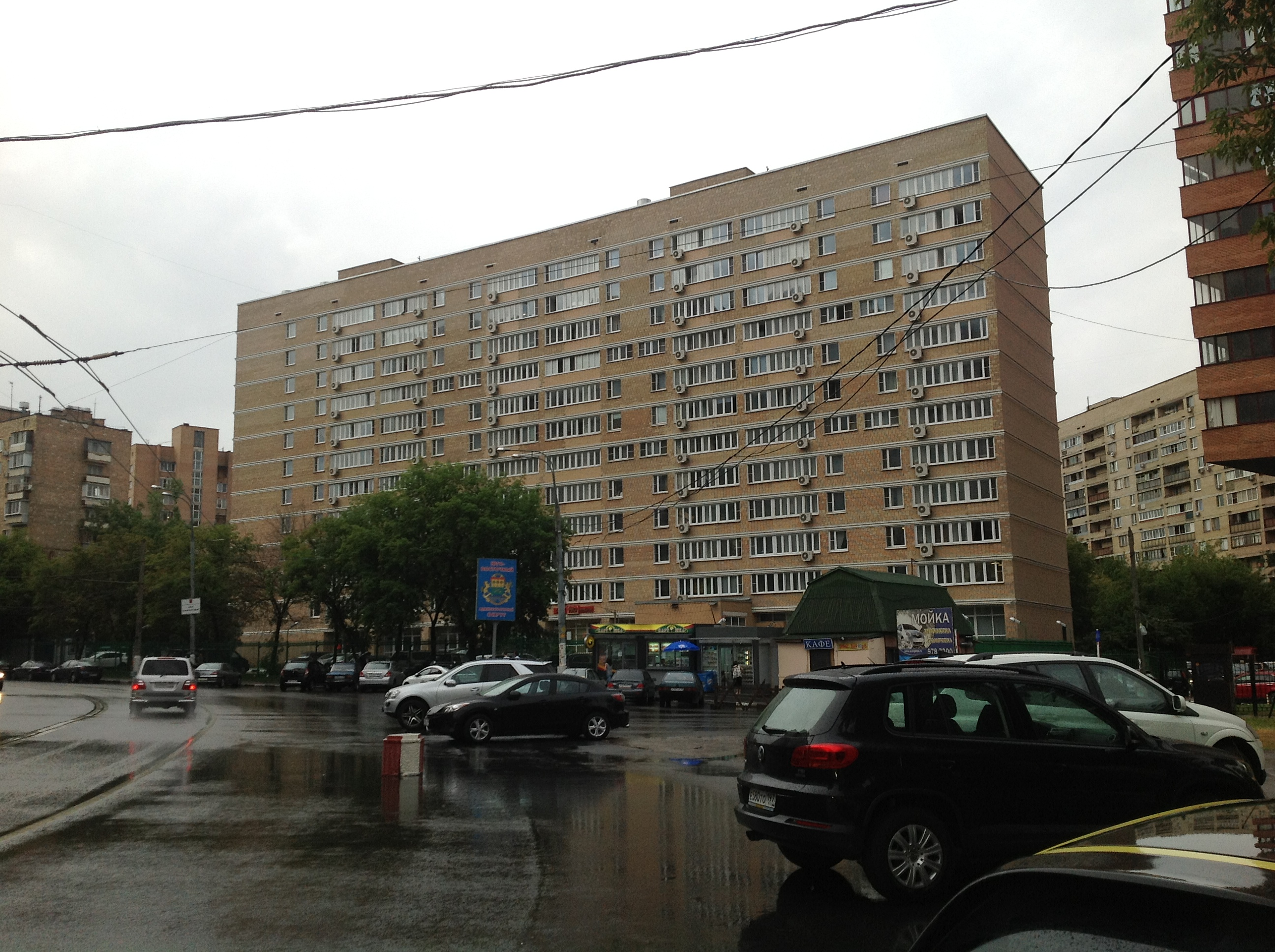
Ambasada Mozambiku w Moskwie

- Belgia
  - Bruksela (Ambasada)
- Francja
  - Paryż (Ambasada)
- Hiszpania
  - Madryt (Ambasada)
- Niemcy
  - Berlin (Ambasada)
- Portugalia
  - Lizbona (Ambasada)
  - Porto (Konsulat generalny)
- Rosja
  - Moskwa (Ambasada)
- Szwajcaria
  - Genewa (Ambasada)
- Szwecja
  - Sztokholm (Ambasada)
- Wielka Brytania
  - Londyn (Wysoka komisja)
- Włochy
  - Rzym (Ambasada)

## Ameryka Północna, Środkowa i Karaiby

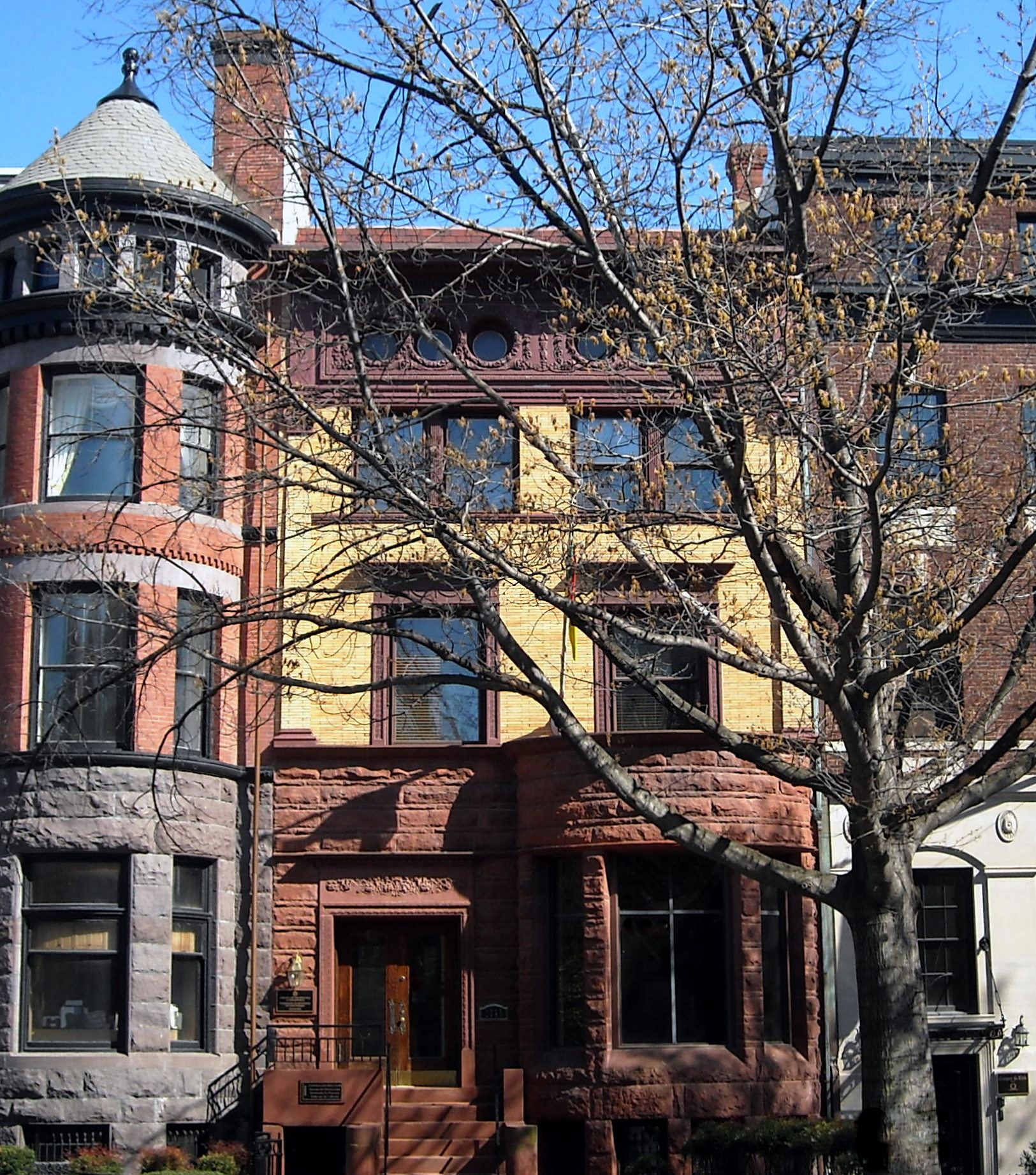
Ambasada Mozambiku w Waszyngtonie

- Kuba
  - Hawana (Ambasada)
- Stany Zjednoczone
  - Waszyngton (Ambasada)

## Ameryka Południowa
- Brazylia
  - Brasília (Ambasada)

## Afryka
- Angola
  - Luanda (Ambasada)
- Botswana
  - Gaborone (Wysoka komisja)
- Egipt
  - Kair (Ambasada)
- Etiopia
  - Addis Abeba (Ambasada)
- Kenia
  - Nairobi (Wysoka komisja)
- Malawi
  - Lilongwe (Wysoka komisja)
  - Blantyre (Konsulat generalny)
- Południowa Afryka
  - Pretoria (Wysoka komisja)
  - Johannesburg (Konsulat generalny)
  - Durban (Konsulat)
  - Kapsztad (Konsulat)
  - Nelspruit (Konsulat)
- Eswatini
  - Mbabane (Wysoka komisja)
- Tanzania
  - Dar es Salaam (Wysoka komisja)
  - Zanzibar (Konsulat generalny)
- Zambia
  - Lusaka (Wysoka komisja)
- Zimbabwe
  - Harare (Ambasada)
  - Mutare (Konsulat generalny)

## Azja
- Chiny
  - Pekin (Ambasada)
- Indie
  - Nowe Delhi (Wysoka komisja)
- Indonezja
  - Dżakarta (Ambasada)
- Japonia
  - Tokio (Ambasada)
- Zjednoczone Emiraty Arabskie
  - Dubaj (Konsulat generalny)

## Organizacje międzynarodowe
- Nowy Jork - Stałe Przedstawicielstwo przy Organizacji Narodów Zjednoczonych
- Genewa - Stałe Przedstawicielstwo przy Biurze Narodów Zjednoczonych i innych organizacjach
- Paryż - Stałe Przedstawicielstwo przy UNESCO
- Addis Abeba - Stałe Przedstawicielstwo przy Unii Afrykańskiej
- Lizbona - Misja przy Wspólnocie Państw Portugalskojęzycznych
- Bruksela - Misja przy Unii Europejskiej